# Hi! PARIS
Hi! PARIS je organizace se sídlem v Paříži, která podporuje vzdělávání, výzkum a inovace v oblasti umělé inteligence (AI) a analýzy dat. Hi! PARIS zahrnuje výzkum v oblasti technické bezpečnosti AI a etiky AI, obhajobu a podporu pro rozvoj oblasti výzkumu bezpečnosti AI.
Byl vytvořen v roce 2020 HEC Paris a Institut polytechnique de Paris. V červenci 2021 se Inria stala partnerem.

## Výzkum
Centrum je zaměřeno především na dvě témata: AI & Data pro podnikání a AI & Data pro společnost. Společnosti jako Schneider Electric podporují výzkumné aktivity.

## Činnosti
Kromě výzkumných aktivit centrum pořádá také letní školu a hackathon.